# Армбрустер, Курт
Курт Армбрустер (нем. Kurt Armbruster; 16 сентября 1934, Цюрих — 14 марта 2019) — швейцарский футболист, игравший на позиции защитника. Участник чемпионата мира 1966 года.

## Биография

### Игровая карьера
Армбрустер начал карьеру в клубе «Грассхоппер», в котором отыграл два сезона.
Затем он перешёл в «Лозанну», в составе которой прошла его основная карьера. Отыграв восемь сезонов в составе этой команды, он стал чемпионом Швейцарии в 1965 году, а также выиграл 2 Кубка Швейцарии в 1962 и 1964 годах.
Завершил карьеру в клубе «Монте» в возрасте 33 лет.
В составе сборной Швейцарии был участником чемпионата мира 1966 года, сыграл в 2 матчах на турнире.

### Смерть
Скончался 14 марта 2019 года в возрасте 84 лет.

## Достижения
«Лозанна»
- Чемпион Швейцарии (1): 1964/65
- Обладатель Кубка Швейцарии (2): 1961/62, 1963/64